# Старк, Борис Викторович
Борис Викторович Старк (18 (30) ноября 1883, Санкт-Петербург — 2 ноября 1955, Москва) — русский и советский учёный-металлург, специалист по теории металлургических процессов. Доктор технических наук, профессор кафедры теоретической металлургии Московского института стали, член-корреспондент АН СССР.

## Биография
Борис Викторович Старк родился в 1883 году 18 (30) ноября в г. Санкт-Петербурге в семье военного инженера Виктора Федоровича Старка. Там же получил среднее образование, окончив в 1902 г. гимназию с золотой медалью. С 1902 по 1908 г. учился в Санкт-Петербургском политехническом институте на металлургическом отделении, которое окончил со званием инженера-металлурга, успешно защитив дипломную работу на тему «Кислород в стали во время мартеновского процесса».
По окончании института Б. В. Старк был оставлен на кафедре металлографии и общей металлургии, где работал преподавателем по август 1916 г. Работая в институте, по совместительству трудился на заводах Санкт-Петербурга. В 1908—1909 гг. исполнял обязанности помощника заведующего химической и металлургической лабораториями и руководителя созданного им пирометрического отдела на Обуховском сталелитейном заводе. С весны 1915 г. по сентябрь 1916 г. по приглашению учёного металловеда Н. И. Беляева Б. В. Старк работал инженером-консультантом на Путиловском сталелитейном заводе в металлографической лаборатории.
Осенью 1916 года вместе с Н. И. Беляевым переезжает в Подмосковье, на строительство завода «Электросталь» — первого в России завода по выпуску высококачественных легированных сталей. Вскоре Н. И. Беляев назначил Б. В. Старка вначале заведующим химико-металлургической, затем механико-металлургической лабораториями, станцией испытания инструментов и отдела термической обработки металлов.
На заводе «Электросталь» Б. В. Старк проработал до января 1925 г., после чего трудился в правлении треста «Госпромцветмет» — инженером научно-технического отдела (1925—1928 гг.), в Государственном институте прикладной минералогии — заведующим отделом технологии цветных металлов и сплавов (1928—1930 гг.), в ЦНИИ тяжёлого машиностроения — инженером-консультантом сварочной лаборатории (1940—1941 гг.).
Производственную и научную работу Б. В. Старк успешно сочетал с педагогической деятельностью в вузах. С января 1921 г. по апрель 1930 г. работал в Московской горной академии на металлургическом факультете сначала преподавателем, а с 13 января 1930 г. профессором и заведующим кафедрой металлографии и общей металлургии, впоследствии переименованной в кафедру «Теоретической металлургии». В апреле 1930 г. профессор Б. В. Старк перешел на работу в Московский институт стали, организованный на базе металлургического факультета Московской горной академии. Здесь он работал до 7 февраля 1952 г. Созданная им в горной академии кафедра «Теоретической металлургии» целиком вошла в состав металлургического факультета института стали, причем заведование ею осталось за Б. В. Старком.
Вся дальнейшая плодотворная деятельность учёного неразрывно связана с Московским институтом стали, одним из первых проректоров которого он был. В институте стали Б. В. Старк был первым деканом металлургического факультета (1934 г.), в 1936 −1937 гг. заведовал аспирантурой института, в течение нескольких лет был председателем экзаменационной комиссии по приему студентов в институт, а также организатором кафедры металлографии. Первый декан созданного по его инициативе в 1948 г. физико-технического факультета МИС для подготовки инженеров-исследователей.
Преподавательская деятельность Б. В. Старка не ограничилась Московским институтом стали. В начале 30-х годов он работал профессором и заведующим кафедрой «Теории металлургических процессов» во Всесоюзной промышленной академии в г. Москве.
За большие заслуги в области развития науки, подготовки инженерных и научных кадров Б. В. Старку 29 июня 1934 г. постановлением ВАК присвоена ученая степень доктора технических наук, 30 сентября 1943 г. постановлением общего собрания Академии наук СССР он был утвержден членом-корреспондентом АН СССР по отделению технических наук.
В 1952 году Б. В. Старк вышел на пенсию. Скончался 2 ноября 1955 года на 72-м году жизни. Похоронен на Ваганьковском кладбище (19 уч.).

## Научная и педагогическая деятельность
В начале своей научной деятельности Б. В. Старк занимался технологическим анализом изделий металлургических заводов, в частности, определением критических точек углеродистой и специальной стали дифференциальным методом. К этому времени относится его первая работа «О диформизме никеля», выполненная совместно с инженером Д.М Татарченко.
Во время работы на Путиловском заводе под руководством Н И. Беляева Б. В. Старком и другими учёными были осуществлены исследования по созданию новых марок малолегированных сталей, прежде всего быстрорежущей, в которой значительно уменьшено содержание дефицитного и дорогого вольфрама, частично замененного хромом. Эта работа имела тогда исключительно важное значение для развития отечественной промышленности специальных сталей, одним из последствий этих открытий было создание завода «Электросталь», ориентированного на выпуск высококачественных легированных сталей.
Во время работы на этом заводе при непосредственном исполнении и руководстве Б. В. Старка был выполнен ряд работ: «Влияние массы изделия на эффект закалки хромоникелевой стали переменного состава», «Тепловая обработка инвара и маломагнитной стали», «Тепловая обработка, твердость и строение быстрорежущей инструментальной стали переменного состава» и другие. К периоду заведования Б. В. Старком отделом термической обработки металлов относится разработка им конструкции пирометрического жезла, позволяющего держать холодный спай термопары в тающем льду. Эта конструкция вытеснила тогда все остальные конструкции такого рода.
Во время работы в Московской горной академии в 1926 г. он опубликовал в журнале Российского металлургического общества (ЖРМО, № 2) принципиально важную научную работу «Явление нагрева в муфельных печах», где задолго до появления аналогичных работ за границей впервые было доказано, что излучение является основным способом передачи тепла в печи. Это положение опровергало господствовавшее тогда представление о конвекционной теплопередаче как о единственном способе передачи тепла в печах. Работа привлекла тогда и, особенно, позднее большое внимание специалистов по проектированию печей.
Научная деятельность Б В Старка и сотрудников его кафедры в Московском институте стали связана с изучением структуры и свойств металлических расплавов, механизма и кинетики высокотемпературных процессов. В 1939 г. были опубликованы обстоятельные исследования поглощения кислорода металлом в мартеновской печи в зависимости от интенсивности окислительных процессов (Б. В. Старк, Е. В. Челишев). Обширные исследования поверхностных явлений на расплавах железа, опубликованные частично в 1949 г., оказались полезными с методической стороны и выявили важные закономерности Впервые были оценены адсорбционные свойства кислорода и углерода, растворенных в железе. Обнаружены критические концентрации и температура, соответствующие перестройке поверхностного слоя и изменению структуры железоуглеродистых расплавов Разработаны кинетические модели и теоретические уравнения для различных режимов процессов окисления примесей металлической ванны. Материалы исследований были опубликованы в 1954 г. и, уже после смерти Б. В. Старка, в основной своей части вошли в монографию С. И. Филиппова «Теория процесса обезуглероживания стали», 1956 г.
Б. В. Старку вместе с его учителем, выдающимся металлургом нашей страны академиком А. А. Байковым, принадлежит честь создания теории металлургических процессов как самостоятельной науки. Б. В. Старк положил много труда на то, чтобы эта наука не являлась простым повторением физической химии, но сочетала в себе физико-химические основы металлургических процессов с практическими данными производства металла.
Много сил отдавал Б. В. Старк педагогической деятельности. Под его руководством в МИС были составлены первые программы и учебные пособия, создана лаборатория при кафедре и разработан лабораторный практикум по курсу «Теория металлургических процессов». Первыми пособиями по курсу явились конспект лекций Б. В. Старка и его печатное пособие «Расчеты по теории металлургических процессов».
В деятельности Б. В. Старка в Московском институте стали особое место занимает организация в 1948 г. по его инициативе «Физико-технического факультета» для подготовки инженеров-исследователей. Подготовка инженеров такого профиля диктовалась потребностью ракетной, электронно-технической и другими отраслями промышленности. Она осуществлялась по двум специальностям «Физико-химические исследования металлургических процессов» и «Физика металлов». Первым деканом этого факультета стал Б. В. Старк. Базовая подготовка по специальности «Физико-химические исследования металлургических процессов» велась на возглавляемой им кафедре «Теории металлургических процессов».
Работа Б. В. Старка по организации преподавания в высшей школе не ограничивалась рамками Московского института стали. Он был консультантом металлургического сектора Всесоюзного комитета по высшей технической школе (1933 г.); состоял членом Президиума Методического Совета того же комитета; председателем квалификационной комиссии при ВАК (1933—1936 г.г.), председателем программно-методической комиссии по ВТУЗам чёрной металлургии. В 40-х годах Б. В. Старк вел значительную научно-методическую работу, будучи членом Всесоюзного комитета по высшей школе.

## Семья
Отец — Виктор Фёдорович Старк.
Мать — Мария Евлампиевна Старк (в девичестве — Огородникова).
Сестра — Надежда Викторовна Старк, жена Владимира Леонтьевича Комарова.
Сын — Сергей Борисович Старк.

## Признание
За выдающиеся заслуги перед Родиной Б. В. Старк был награжден орденом Ленина, двумя орденами Трудового Красного Знамени и медалями.